# Staurotheca pachyclada
Staurotheca pachyclada är en nässeldjursart som först beskrevs av Jäderholm 1904.  Staurotheca pachyclada ingår i släktet Staurotheca och familjen Sertulariidae. Inga underarter finns listade i Catalogue of Life.